# Dykstraflex
Dykstraflex és el nom del sistema de control de moviment dissenyat el 1975 per John Dykstra per a l'empresa Industrial Light & Magic. En la seva creació, també van participar moltes altres persones com Alvah J. Miller i Jerry Jeffress, responsables del sistema electrònic principal.
Va estar desenvolupat pensant en els complexos efectes especials de la primera pel·lícula de Star Wars, l'episodi IV titulat Una nova esperança.
La creació i desenvolupament del Dykstraflex va fer que els seus responsables guanyessin el premi Oscar als millors efectes visuals del 1977.

## Creació i desenvolupament
Abans de la creació del Dykstraflex, el rodatge amb models i maquetes requeria d'una càmera fixa. D'aquesta manera, eren els models els que es movien cap a ella, amb un moviment limitat pels cables que els subjectaven.
Per a la pel·lícula que George Lucas imaginava, es requeria de molt més dinamisme. Un dels principals problemes era la gravació de les batalles de naus espacials. Calia combinar una gran quantitat d'elements en diverses preses, evitant, és clar, que un cop els objectes estiguessin gravats i passats a l'escena composta, no es creuessin o parpellegessin.
La solució vindria de les mans del responsable dels efectes especials de la ILM (Industrial Light & Magic) que crearia el model pels futurs sistemes de control de moviment. És a dir, va ser el punt de partida dels sistemes de càmera programats electrònicament per a repetir el mateix moviment i pla, facilitant així el treball d'efectes especials amb maquetes i complexos models, variant la il·luminació i aconseguint un alt grau de realisme fins aleshores mai assolit.
El Dykstraflex arribaria en l'època en què es va popularitzar les naus i bases espacials, recorregudes per la càmera com si fossin ciutats de incommensurables dimensions.

## Funcionament
John Dykstra, també responsable dels efectes especials de 2001: Odissea a l'espai', va modificar un grua de rodatge de 12 metres d'altura, equipant-la amb una vella càmera VistaVisión amb una memòria RAM. La idea era que, a partir d'un programa informàtic, es pogués definir exactament els moviments de la grua per a poder així, repetir-ho les vegades necessàries, amb objectes i fons diferents.
El conjunt estava connectat per múltiples cables en circuits TTL (Transistor-Transistor Logic), una tecnologia de circuits electrònics digitals. Per una banda, els transistors complien amb la funció lógica i d'amplificació. Per altra, els servomotors, dispositius semblants a motors de corrent continua, gràcies a la seva capacitat per a ubicar-se i mantenir-se en qualsevol posició dintre d'un determinat rang d'operació, permetia ser controlat tant en velocitat com en posicionament.
D'aquesta manera, un cop s'havia definit el moviment de la càmera, possible en set eixos diferents, s'enregistrava la seqüència completa a l'ordinador i s'executava amb la possibilitat de canviar el temps base de fotogrames per segon. Amb l'ús de tecnologies s'aconseguia una major precisió en el moviment i un registre exhaustiu, tot lliure d'errors humans.
Per tant, es prescindia totalment de la càmera fixe, trencant el estatisme i creant efectes de moviment. A més, aquesta possibilitat de desplaçar la càmera al voltant i a través dels models les vegades que fossin necessàries, de manera exacte, gràcies a la memòria computada del moviment que realitza l'aparell de registre, va transformar el treball amb maquetes.
Els diferents canvis de posició eren visualitzats a través de la lent i controlats per un joystick (moviments dels diferents eixos) o per un potenciòmetre individual (moviments d'un sol eix). Cal tenir en compte, que si el moviment d'un eix requeria ser canviat, es podia solucionar deixant intacte la resta.
Finalment, és important remarcar que van requerir d'un ordinador amb la suficient potència per a desenvolupar les funcions explicades anteriorment. En aquesta època, començaven a sorgir els de quarta generació i els primers mini computadors, precursors dels actuals ordinadors portàtils. Per a la pel·lícula es van decantar per un ordinador fabricat per l'empresa Digital Equipment Corp, el PDP-11/45 (Programmed Data Processor). L'ordinador, de dos metres d'amplada i sis de llargada, tenia una potència equiparable a un telèfon modern (sense arribar a la potència del smartphone).
En la gravació de la pel·lícula Star Wars: Una nova esperança, van combinar la utilització del Dykstraflex amb croma blau, amb dobles i triples exposicions.

## Altres opcions:Icebox
L' Icebox és el nom informal que porta el sistema de control del moviment dissenyat per Douglas Trumbull, que va ser creat gairebé al mateix temps que el Dykstraflex. D'aquesta manera, va mostrar els seus recursos interestel·lars, primerament, en la pel·lícula de Close Encounters of the Third Kind (1977), dirigida per Steven Spielberg. També va ser utilitzat en el llargmetratge de Ridley Scott del 1982, Blade Runner.
El sistema va ser anomenat així degut a la seva forma quadrada i voluminosa. Trobem el sentit d'aquest fet si ens traslladem als inicis del cinema sonor. En aquell moment, l'icebox era un compartiment insonoritzat en el que col·locaven la càmera per tal d'aïllar el soroll que aquesta produïa del sistema de gravació de so. No obstant, tenia l'inconvenient principal de impedir moure la càmera amb facilitat. A mesura que passava el temps, les icebox van ser substituïdes per blips insonoritzats, que retornaren el control de moviment de la càmera.